# Каминский, Юрий Зиновьевич
…Юрий Каминский — классик.

Пора говорить об этом…
Поэт Юрий Каминский — великий художник, умеющий диалектически видеть мир, понимать его сложность и многосторонность.
Большинство его стихов — трагические, но он сам не трагическая фигура.
Каминский Юрий Зиновьевич (30 ноября 1938, Днепропетровск — 30 декабря 2007, Кривой Рог, Днепропетровская область) — советский и украинский русскоязычный поэт. Шестидесятник, один из основателей литературного объединения СМОГ.

## Биография
Родился 30 ноября 1938 года в городе Днепропетровске в семье офицера, погибшего в 1942 году на фронте.
С 1944 года жил в городе Кривой Рог, где окончил среднюю школу № 25.
Служил в Советской армии на Чукотке. Окончил 3-летний курс факультета журналистики.
Работал грузчиком и стропальщиком. Некоторое время сотрудничал с газетой «Криворожский строитель». Почти всю жизнь проработал слесарем-сантехником по ремонту котельного оборудования коммунальной городской бани в Кривом Роге.
Умер 30 декабря 2007 году в городе Кривой Рог, где и похоронен.

## Творческая деятельность
Стихи начал писать в школе, впервые опубликовался в 1954 году в газете «Юный ленинец».
Печатался в журналах «Радуга», «Волга», «Смена», «Сельская молодёжь», в изданиях Киева, Москвы, Ленинграда. С весны 1965 года состоял в литературном объединении СМОГ. Был под надзором спецслужб.
Писал на русском языке.

### Произведения
Первый поэтический сборник «Эти ночи» вышла в 1990 году в Москве. Затем вышли сборники: «Стреляют собак», «Бумеранг», «Круги жизни», «Светом отзовётся», «Прошли дожди» (Кривой Рог); «Ноев ковчег», «Кровоподтёки строк» (Германия); «Момент истины», «Одинокая птица» и «Глагол» (2005), «Портреты» и «Матриархат» (2006), «Ребро» (2007), «Избранное» (2017), «Стихи, написанные в стол» (2018, в 3-х томах).

## Награды
- Победитель республиканского конкурса поэзии газеты «Комсомольское знамя» (1966)[10][3];
- Победитель всесоюзного конкурса одного стихотворения журнала «Смена» (1985)[10][3];
- Премия имени Леонида Вышеславского (2003)[3].

## Память
- Именем названа улица в Кривом Роге;
- Планируется создание памятника известным криворожанам (Юрию Каминскому, Юрию Сычу, Ольге Чистяковой)[12];
- Вечер памяти к 80-летию[13].